# 델타 특공대
델타 특공대(프랑스어: Commando Delta 코망도 델타[*])는 프랑스의 군부 사조직 육군비밀조직 산하의 암살팀이다. 1961년 로제 드겔드르 중위가 창설했으며, "델타"는 "드겔드르"의 D의 포네틱 코드를 의미한다. 
델타 특공대는 프랑스령 알제리에서 "반역자" 내지는 "나약한" 자들을 숱하게 암살했다. 하지만 그 중 대외안보총국이나 극좌파의 소행이라고 주장되는 것도 없지 않고, 알제리 해방 직전의 극심한 혼란상에서 델타 특공대가 얼마나 많은 사람을 죽였는지 정확히 알 길은 요원하다.

## 조직
- 작전행동사무국(프랑스어: Bureau d'Action Opérationnelle; BAO) - 작전책임자 중위 로저 드겔드르, 부책임자 소위 피엥르 델롬
  - 델타 특공대 (중위 로저 드겔드르)
    - 제1델타 (알베르 도브카르)
    - 제2델타 (빌프리트 슐리데르만)
    - 제3델타 (장피에르 라모)
    - 제4델타 (중위 장루프 블랑키)
    - 제5델타 (조쉬에 기네)
    - 제6델타 (가브리엘 앙글라드)
    - 제7델타 (자크 신테스)
    - 제9델타 (조 리자)
    - 제10델타 (조제프에두아르 슬라마)
    - 제11델타 (폴 망킬라)
    - 제24델타 (마르셀 리지에르)
    - 제33델타 (자크 빅시오)